# Louis Sullivan
Louis Henri Sullivan (3. září 1856, Boston, Massachusetts – 14. duben 1924 Chicago) byl americký architekt, jeden z největších osobností chicagské školy.
Narodil se do smíšené rodiny Ira a Švýcarky, kteří však ve 40. letech 19. století emigrovali do Spojených států amerických. Vyrůstal s prarodiči v South Readingu ve státu Massachusetts. V dětství strávil mnoho času zkoumáním přírody na statku svých prarodičů. Později byl velmi fascinován různými budovami a architekturou. V roce 1872 vstoupil na Massachusettský technologický institut, kde zůstal jeden rok. O dva roky později strávil krátké období v pařížské École des Beaux Arts. Pracoval jako projektant pro několik firem a v roce 1879 ho zaměstnal Dankmar Adler. Od roku 1881 byl již jeho partnerem ve firmě Adler & Sullivan. Jejich spolupráce trvala až do roku 1895. V roce 1899 se oženil s Margaretou Hattaboughovou a rozvedli se o 18 let později.

## Projekty a realizace

### Sullivan a Adler
- Martin Ryerson Tomb, Graceland Cemetery, Chicago, 1887
- Auditorium Building, Chicago, 1889
- Carrie Eliza Getty Tomb, Graceland Cemetery, Chicago, 1890–1891
- Administrativní stavba, Wainwright Building, St. Louis, 1890
- Výšková stavba, Guaranty Building Buffalo, 1894–1895
- Obchodní dům, Schlesinger and Mayer, Chicago, 1899–1904
- Carson Pirie Scott store, Chicago, 1899
- Van Allen Building, Clinton, Iowa, 1914
- Krause Music Store, Chicago final commission, 1922

### Banky
- National Farmer's Bank, Owatonna, Minnesota, 1908
- Peoples Savings Bank, Cedar Rapids, Iowa, 1912
- Henry Adams Building, Algona, Iowa, 1913
- Merchants' National Bank, Grinnell, Iowa, 1914
- Home Building Association Company, Newark, Ohio, 1914

## Galerie

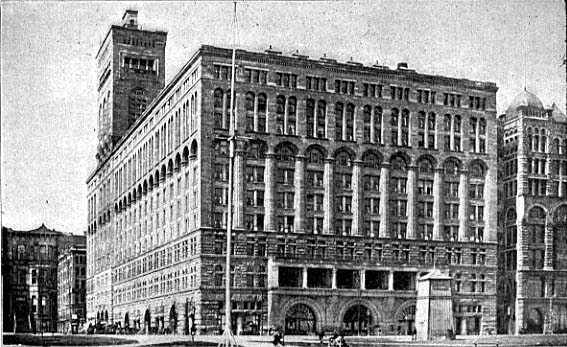
Auditorium Building, Chicago
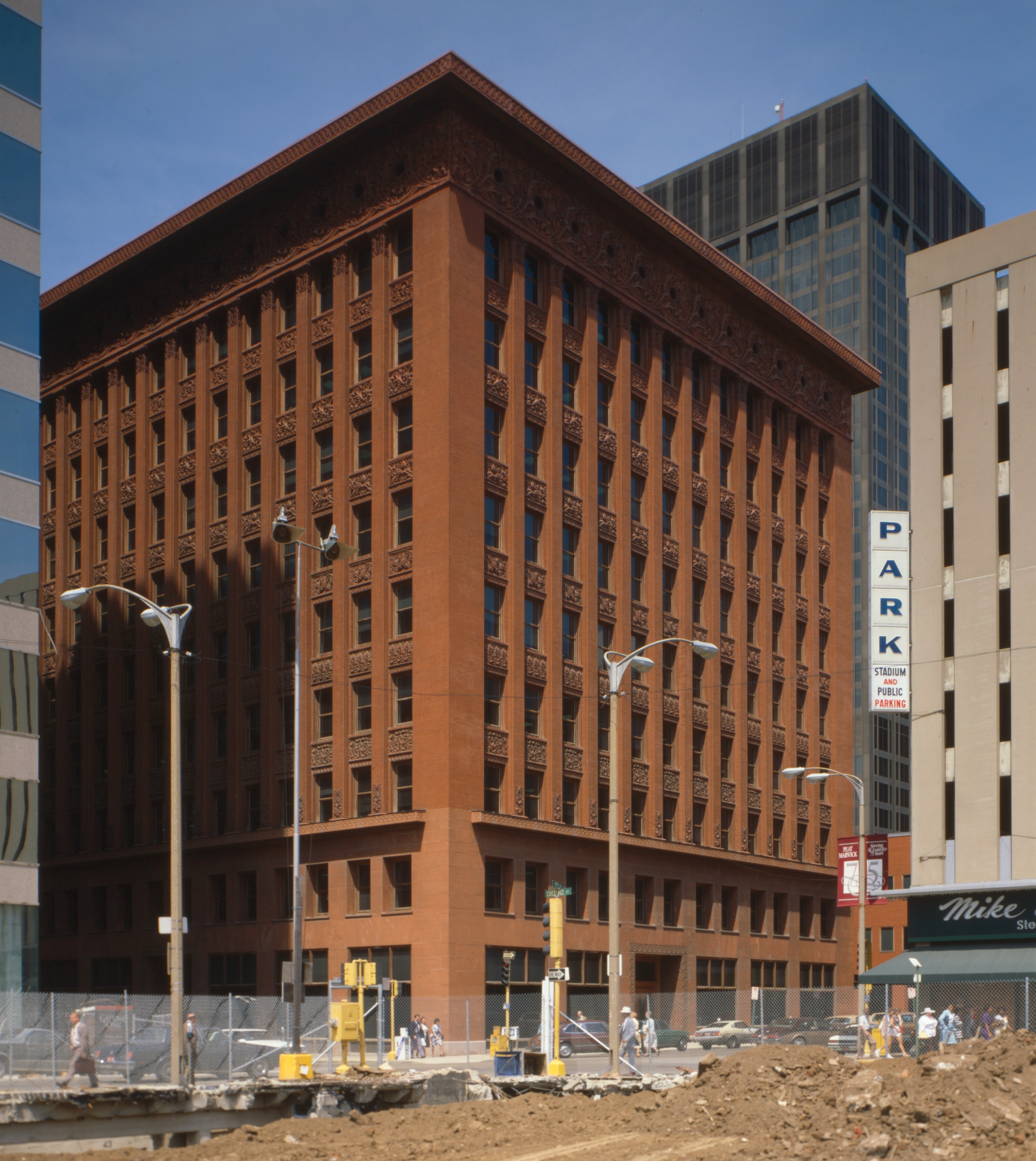
Wainwright Building
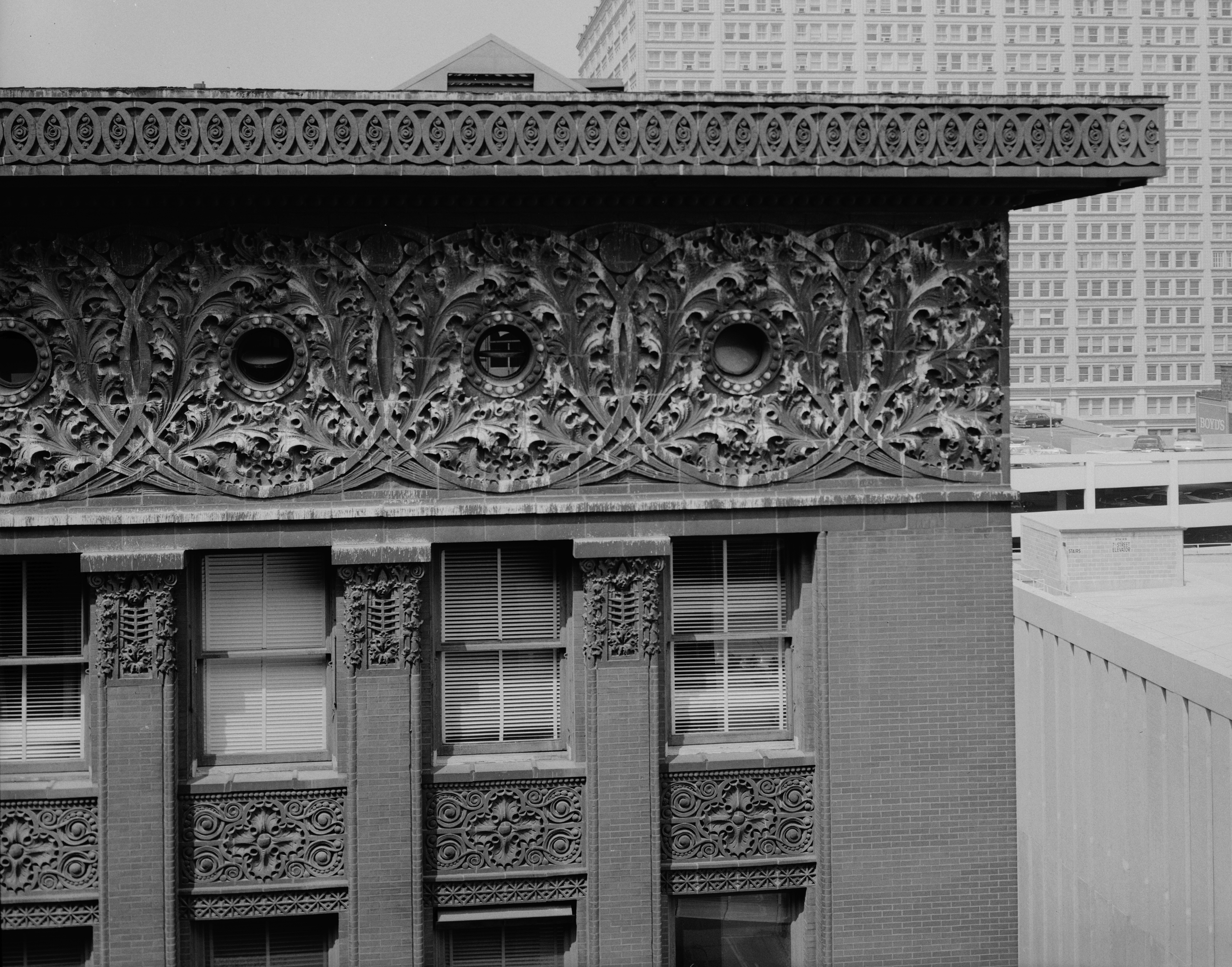
římsa Wainwright Building
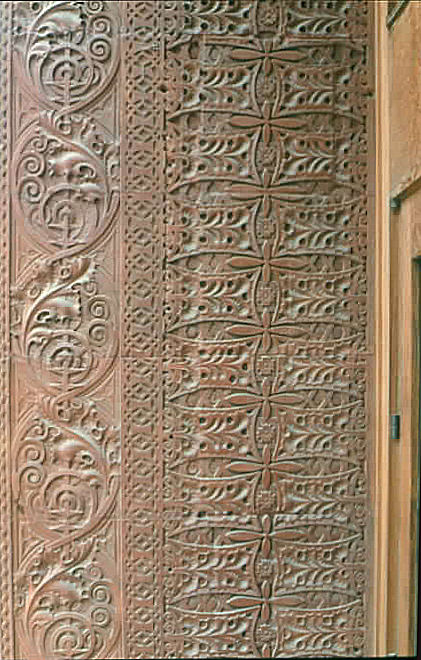
detail Wainwright Building
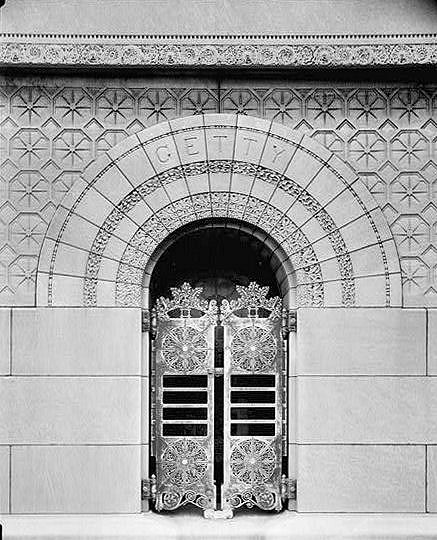
Hrobka Carrie Eliza Getty
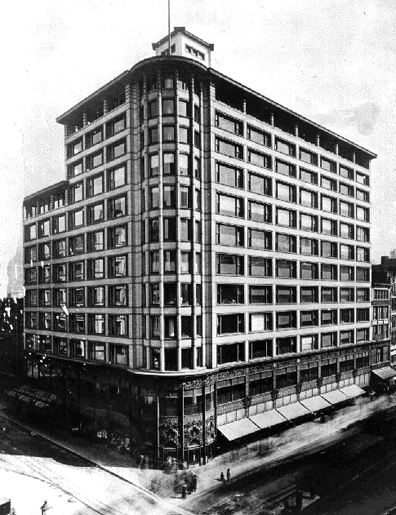
Obchod Carson Pirie Scott
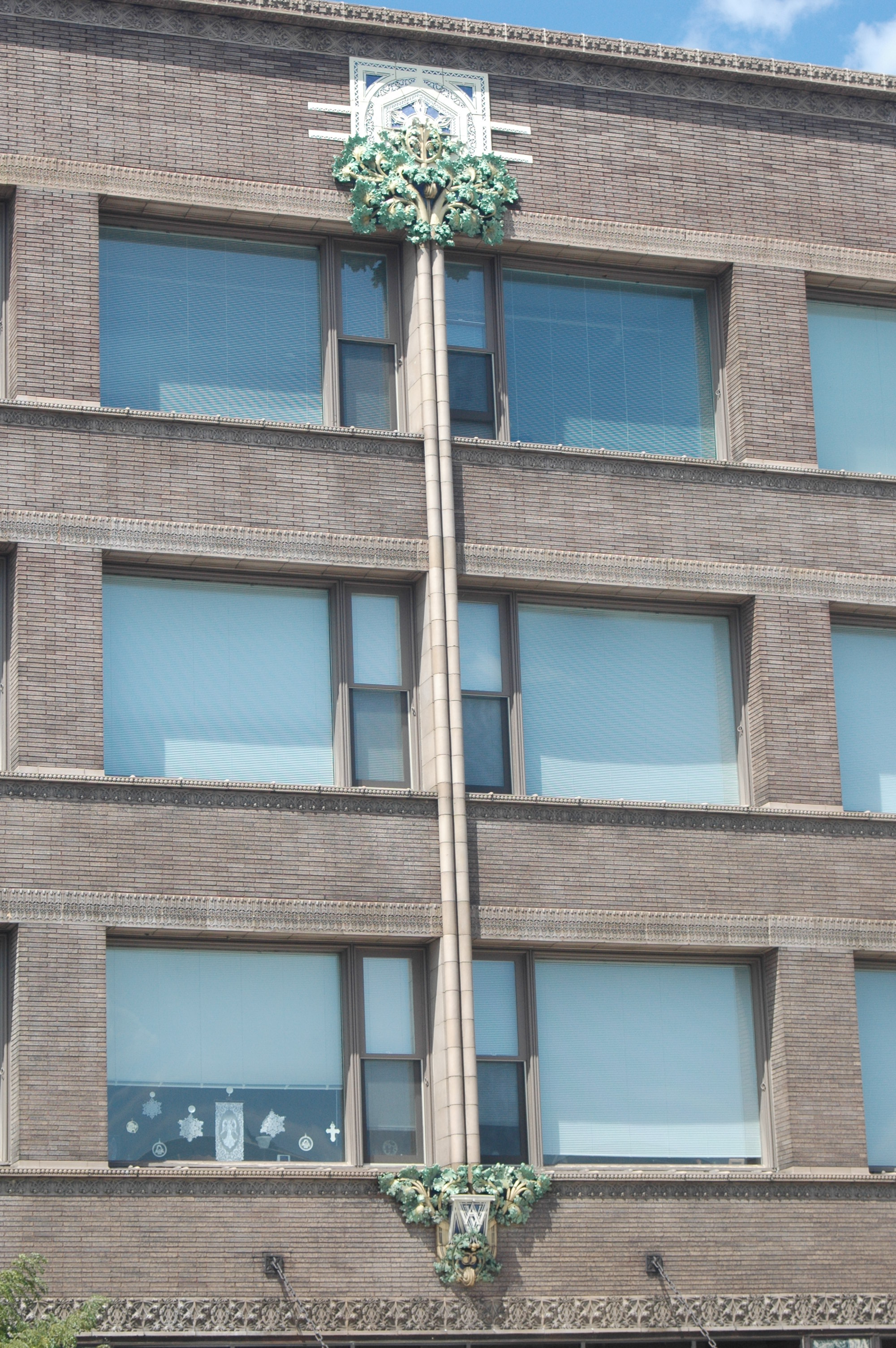
Van Allen Building
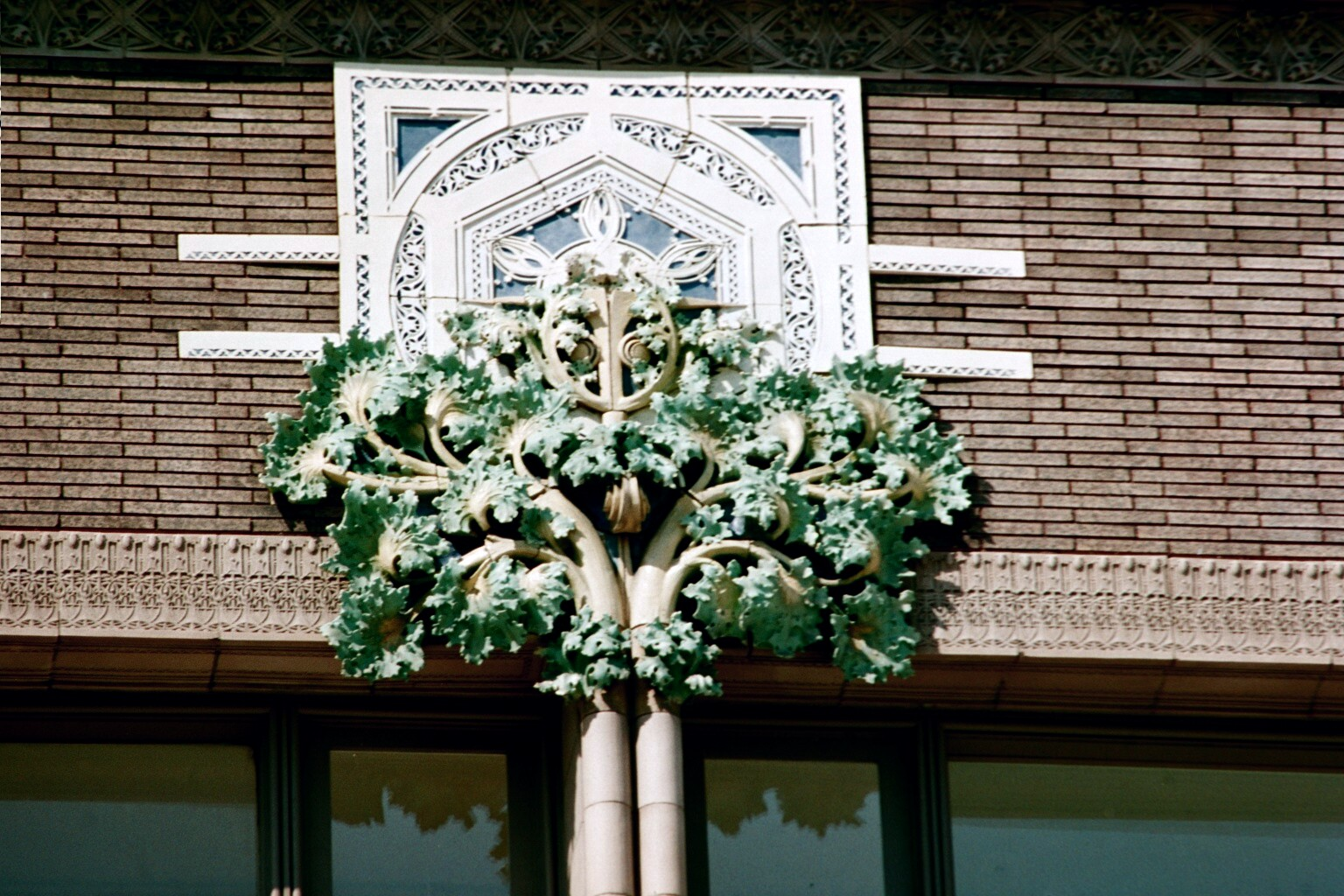
Van Allen Building, hlavice sloupu
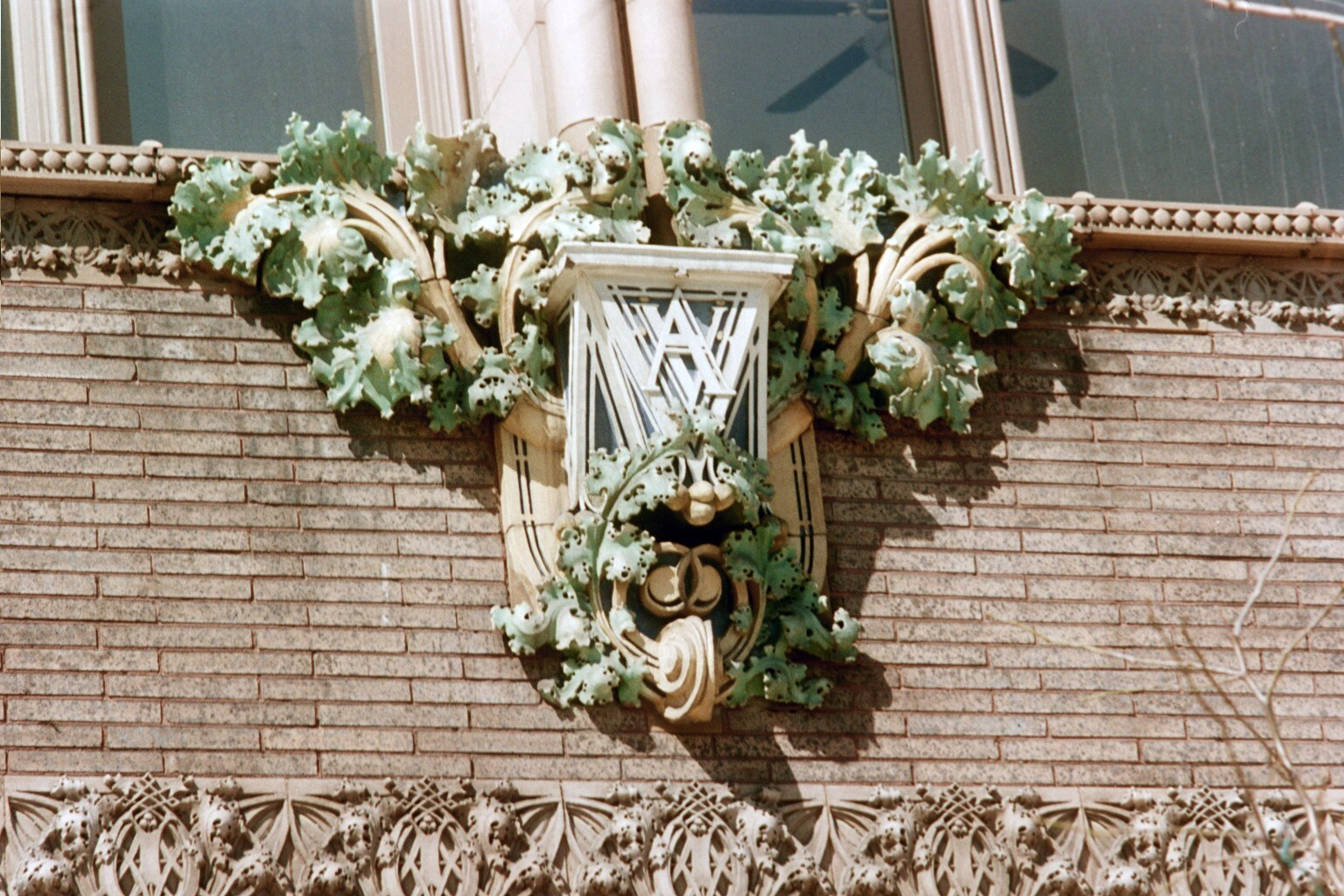
Detail ornamentu na Van Allen Building
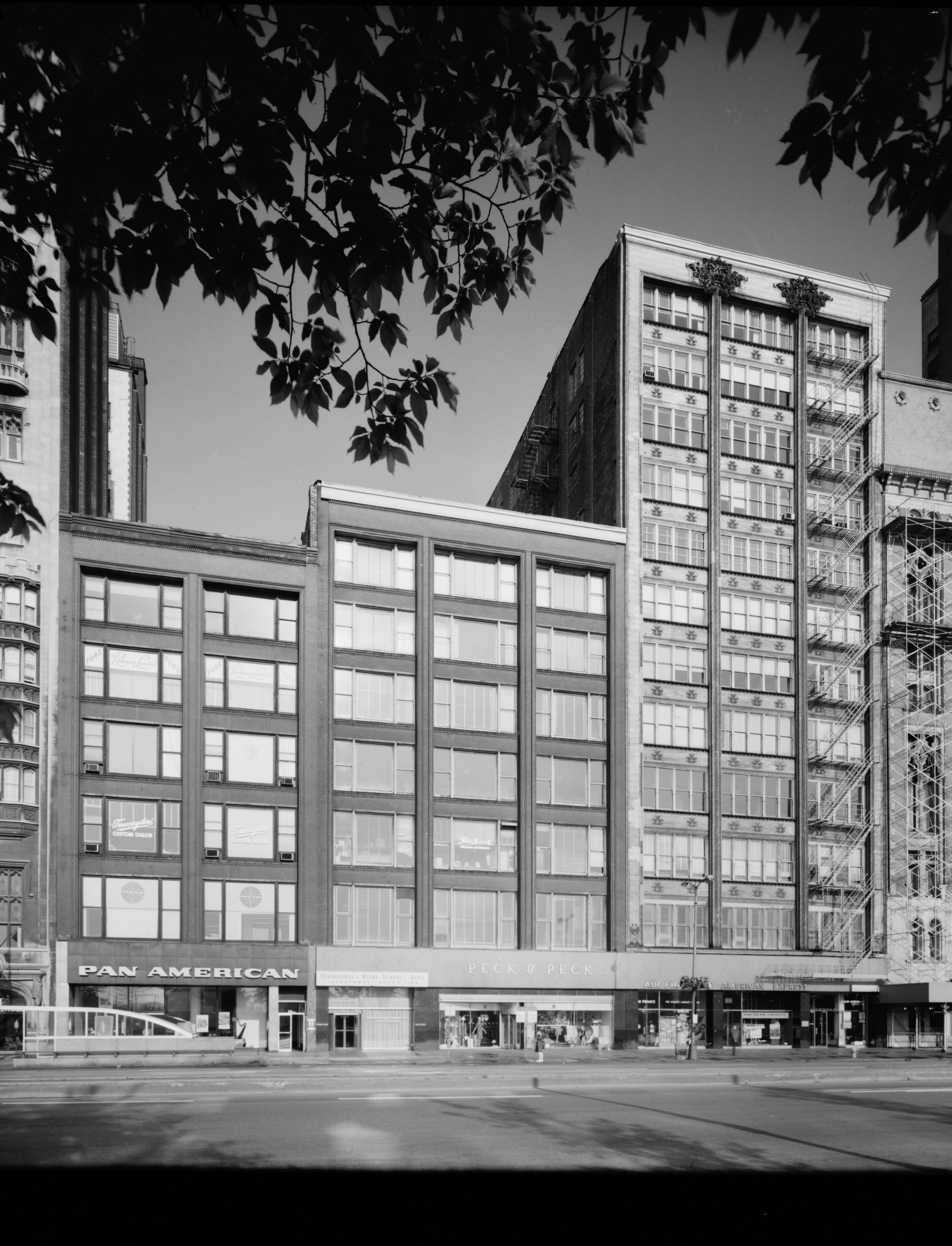
Gage Building (vpravo)
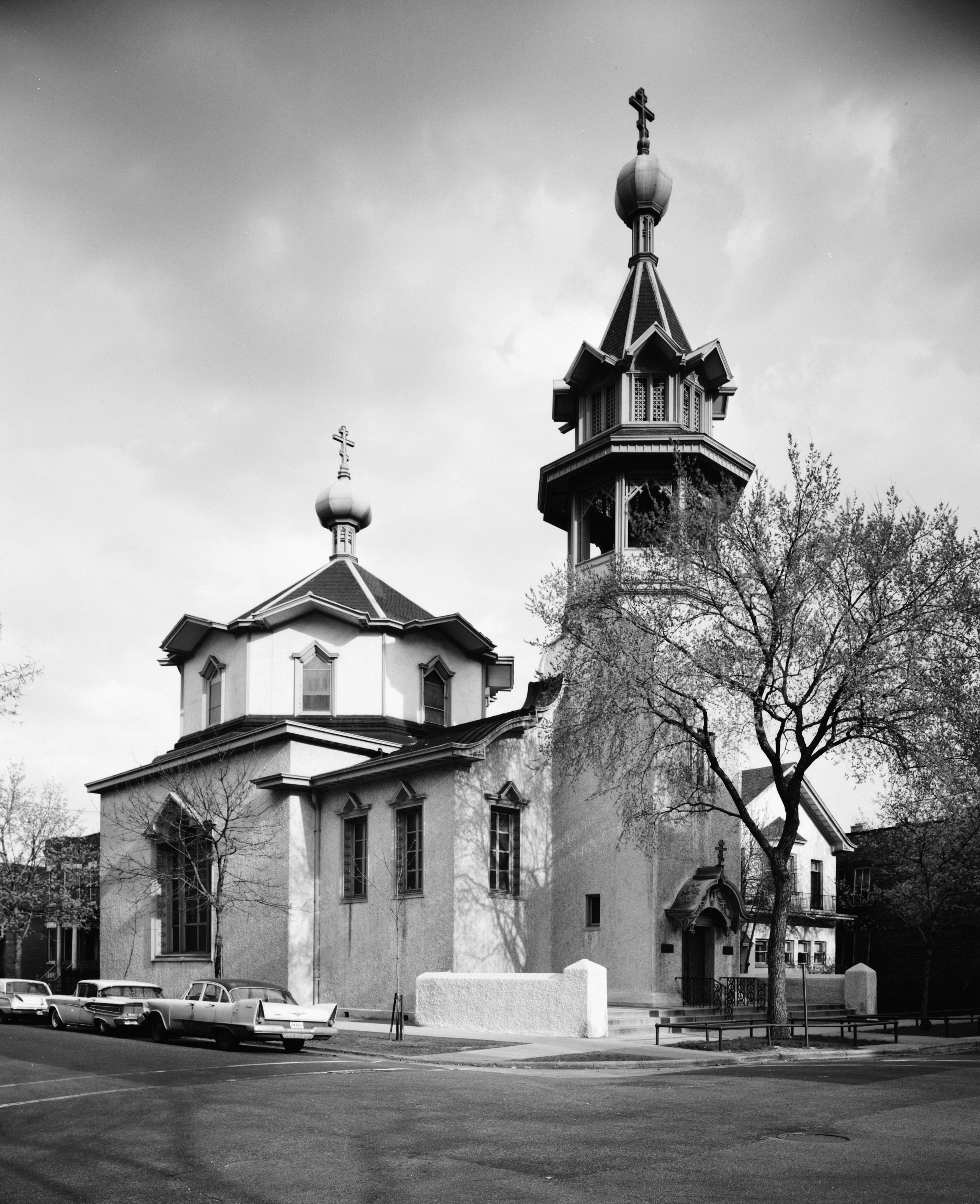
Holy Trinity Cathedral, ruská ortodoxní Katedrála Nejsvatější, exteriér
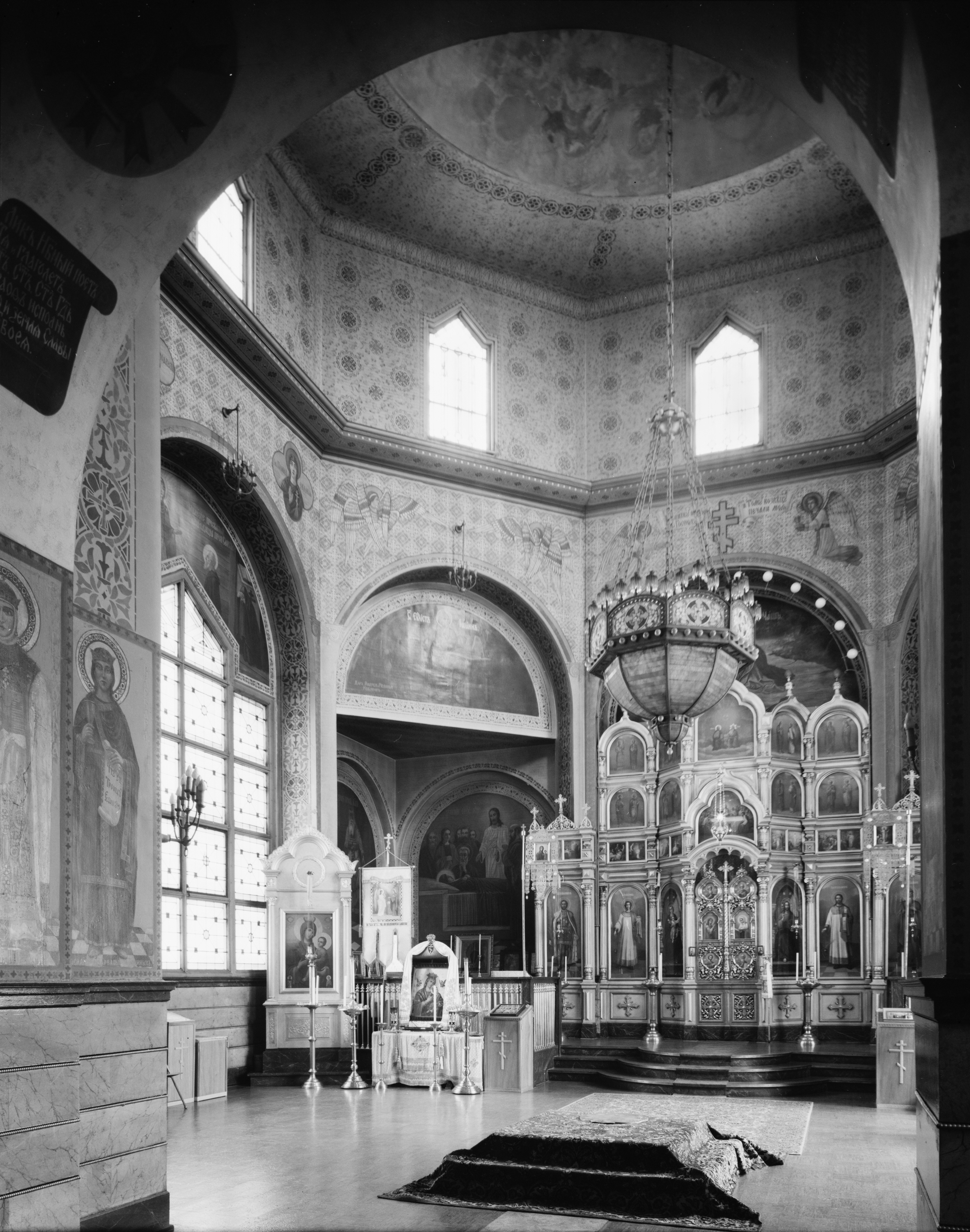
Katedrála Nejsvatější Trojice, interiér